# Чезаре Капорали
Чезаре Капорали (итал. Cesare Caporali; Перуђа, 1531. — Кастиљоне дел Лаго, 1601), био је италијански ренесансни песник.
Студирао је књижевност и филозофију, а потом се преселио у Рим где је радио на двору кардинала де ла Корње. Велики део живота је био под заштитом породице Де ла Корња. Био је познат по сатирама.
Позната дела су му Пут на Парнас (итал. Viaggio di Parnasso), дело које је послужило као узор Сервантесу за писање истоименог дела), Капитол (итал. Capitoli), Риме и сл.